# 特拉華鎮區 (印地安納州特拉華縣)
特拉華鎮區（英語：Delaware Township）是位於美國印地安納州特拉華縣的一個行政鎮區。

## 地方資料
根據2010年美國人口普查的數據，特拉華鎮區的面積為76.50平方千米，當中陸地面積為75.90平方千米，而水域面積為0.60平方千米。當地共有人口3603人，而人口密度為每平方千米47.1人。